# 162A busz (Budapest)
A budapesti 162A jelzésű autóbusz a Kőbánya alsó vasútállomás és Rákoskeresztúr, városközpont között közlekedett. A viszonylatot a Budapesti Közlekedési Zrt. üzemeltette.

## Története
2008. szeptember 6-án a 62-es busz vonalát meghosszabbították Rákoscsaba és Rákoskert irányába 162-es jelzéssel, korábbi útvonalán 162A jelzésű betétjáratot indítottak.
2023. január 7-étől nem közlekedik, helyette a 162-es, 262-es illetve a hétvégén is közlekedő 195-ös autóbuszok pótolják.

## Útvonala
| Rákoskeresztúr, városközpont felé |
| Kőbánya alsó vasútállomás vá. – Korponai utca – Állomás utca – Szent László tér – Kőrösi Csoma Sándor út – Élessarok – Dreher Antal út – Jászberényi út – Pesti út – Rákoskeresztúr, városközpont vá. |
| Kőbánya alsó vasútállomás felé |
| Rákoskeresztúr, városközpont vá. Pesti út – Jászberényi út – Dreher Antal út – Élessarok – Kőrösi Csoma Sándor út – Liget tér – Korponai utca – Kőbánya alsó vasútállomás vá.                         |

## Megállóhelyei
Az átszállási kapcsolatok között az azonos, de hosszabb útvonalon közlekedő 162-es és 262-es busz nincs feltüntetve.
| 0  | Kőbánya alsó vasútállomás végállomás    | 27 | 9, 95, 117, 151, 185, 195, 217, 217E 3, 28, 28A, 62, 62A S20 , S21 , S50 , G50 , Z50                |
| ∫  | Liget tér                               | 26 | 9, 95, 195 3, 28, 28A, 62, 62A                                                                      |
| 1  | Szent László tér                        | 25 | 9, 185 3, 28, 28A, 62, 62A                                                                          |
| 2  | Harmat utca (↓) Ónodi utca (↑)          | 24 | 85, 185 3, 28, 28A, 62, 62A                                                                         |
| 4  | Élessarok                               | 23 | 85, 161, 161A, 168E 3, 28, 28A, 37, 37A, 62, 62A                                                    |
| 5  | Sörgyár                                 | 22 | 161, 161A, 168E 28, 28A, 37, 37A                                                                    |
| 6  | Maglódi út                              | 20 | 161, 161A, 168E 484 28, 28A, 37                                                                     |
| 7  | Orion                                   | 19 | 161, 161A                                                                                           |
| 8  | Téglavető utca                          | 19 | 161, 161A 484                                                                                       |
| 9  | Tárna utca                              | 17 | 161, 161A, 168E                                                                                     |
| 10 | Rákos vasútállomás                      | 16 | 161, 161A, 168E S60 , G60 , Z60 , S76 , S80 , InterRégió                                            |
| 11 | Athenaeum Nyomda (↓) Kozma utca (↑)     | 15 | 68, 161, 161A, 195 484                                                                              |
| 13 | Kossuth Nyomda                          | 13 | 68, 161, 161A, 168E, 195 484                                                                        |
| 14 | Legényrózsa utca                        | 11 | 68, 161, 161A, 195 484                                                                              |
| 15 | Rézvirág utca                           | 10 | 67, 68, 161, 161A, 161E, 195, 202E, 261E                                                            |
| 16 | Dombhát utca                            | 9  | 68, 161, 161A, 195                                                                                  |
| 17 | 501. utca                               | 7  | 68, 161, 161A, 195, 202E                                                                            |
| 17 | Akadémiaújtelep vasútállomás            | 7  | 161, 161A, 195, 202E S80                                                                            |
| 18 | 509. utca                               | 6  | 161, 161A, 195, 202E                                                                                |
| ∫  | Keresztúri út                           | 5  | 161, 161A, 195                                                                                      |
| 20 | 513. utca                               | ∫  | 67, 97E, 161, 161A, 161E, 169E, 195, 202E                                                           |
| 21 | Borsó utca                              | 4  | 67, 97E, 161, 161A, 161E, 169E, 195, 202E, 261E                                                     |
| 22 | Kis utca                                | 3  | 97E, 161, 161A, 161E, 169E, 195, 198, 202E, 261E                                                    |
| 23 | Bakancsos utca                          | 2  | 46, 97E, 161, 161E, 169E, 195, 198, 202E                                                            |
| 24 | Szent Kereszt tér                       | 1  | 46, 97E, 161, 161E, 169E, 195, 198, 202E                                                            |
| 26 | Rákoskeresztúr, városközpont végállomás | 0  | 46, 97E, 98, 161, 161E, 169E, 195, 198, 202E 484, 485, 486, 504, 505, 506, 508, 509, 510 1070, 1075 |